# Balzabamba marmorata
Balzabamba marmorata is een hooiwagen uit de familie Cranaidae. De wetenschappelijke naam van Balzabamba marmorata gaat terug op Mello-Leitão, 1945.